# Hüseyin Tok (Fußballspieler, 1953)
Hüseyin Nuri Tok (* 18. März 1953 in Trabzon) ist ein ehemaliger türkischer Fußballspieler und -trainer. Durch seine langjährige Tätigkeit für Trabzonspor wird er sehr stark mit diesem Verein assoziiert und auf Fan- und Vereinsseiten als einer der bedeutendsten Spieler der Klubgeschichte aufgefasst. Er war an vier von insgesamt sechs Meisterschaften des Vereins beteiligt. Sein jüngerer Bruder İbrahim Tok war ebenfalls als Profifußballspieler aktiv und spielte u. a. für Fenerbahçe Istanbul.

## Spielerkarriere

### Verein
Tok kam 1959 in der nordosttürkischen Hafenstadt Trabzon auf die Welt und wuchs in der kleinen Kreisstadt Çarşıbaşı der Provinz Trabzon auf. 1967 begann er hier in der Jugend von Çarşıbaşıspor mit dem Vereinsfußball. Als Sechzehnjähriger wechselte er zum Amateurverein Trabzon Yolspor. Nach zwei Jahren für diesen Klub heuerte er im Sommer 1971 beim Drittligisten Erzurumspor an. Bei diesem Klub etablierte er sich schnell als Stammspieler. Die Spielzeit 1972/73 beendete seine Mannschaft als Meister der Türkiye 3. Futbol Ligi und erreichte damit den ersten Aufstieg in die Türkiye 2. Futbol Ligi. Tok war als Achtzehnjähriger einer der Hauptakteure dieses Erfolges, weswegen mehrere Zweit- und Erstligisten sich um eine Verpflichtung Toks bemühten.
Ihm unterbreitete auch der neuformierte und in der 2. Lig spielende Verein seiner Heimatprovinz Trabzon, Trabzonspor, ein Angebot. Da Tok es vorzog wieder in seine Heimat zurückkehren zu können, willigte er Trabzonspors Angebot ein. Gleich in seiner ersten Spielzeit für diesen Klub erreichte die Mannschaft die Meisterschaft der 2. Lig und damit den Aufstieg in die 1. Lig. Die erste Saison in der höchsten türkischen Spielklasse verlief für Tok sehr erfolgreich. Er absolvierte einerseits 23 Ligapartien, in denen er mit sieben Ligatoren der erfolgreichste Torjäger seiner Mannschaft wurde, und andererseits schaffte er den Sprung in die türkische Nationalmannschaft. Seine Mannschaft belegt den 9. Tabellenplatz und fiel als Mannschaft nicht weiter auf. In der zweiten Erstligasaison, der Saison 1975/76, erreichte Toks Team völlig überraschend die Meisterschaft. Bis zu dieser Saison entschieden die drei großen Istanbuler Vereine Beşiktaş, Fenerbahçe und Galatasaray die türkische Fußballmeisterschaft unter sich. Zwar verfehlte mit Eskişehirspor ein anderer anatolischer Verein dreimal knapp die Meisterschaft, jedoch blieb der Bann bestehen. Erst mit Trabzonspors Meisterschaft wurde er gelöst. Neben der Meisterschaft erreichte das Team auch das Finale des Türkischen Fußballpokals und verlor hier knapp gegen Galatasaray. Nach dieser Meisterschaft dominierte Trabzonspor auch die nächste Saison die Liga und sammelte neben der Meisterschaft mit dem Gewinn des Türkischen Fußballpokals und des Supercups zudem alle übrigen Pokale im damaligen türkischen Fußball. Tok absolvierte während dieser Zeit nahezu alle Partien seines Teams und fiel nur verletzungsbedingt aus oder weil er gesperrt war. Besonders an der ersten Meisterschaft war er mit 13 Ligatoren als erfolgreichster Torjäger seiner Mannschaft maßgeblich beteiligt. Auch in der zweiten Meisterschaftssaison zählte er zu den wichtigsten Leistungsträgern seines Vereins. Auf der europäischen Fußballbühne fiel Toks Mannschaft ebenfalls auf. In der Europapokal der Landesmeister 1976/77 traf das Team in der 2. Runde auf den amtierenden englischen Meister und späteren Champions-League-Sieger FC Liverpool. Liverpool wurde damals als eines der besten Teams im europäischen Fußball gehandelt und war für diese Begegnungen der haushohe Favorit. Das erste Spiel in Trabzon gewann Trabzonspor überraschend 1:0. Das Rückspiel ging mit 3:0 verloren. Tok kam dabei in beiden Begegnungen zum Einsatz. Erst in der Spielzeit 1977/78 vergab man mit einem Punkt Unterschied die Meisterschaft an Fenerbahçe, konnte aber die zwei übrigen Pokale holen. In dieser Spielzeit verlor Tok seinen Stammplatz und absolvierte über die gesamte Saison lediglich fünf Ligaspiele. Einziger Lichtblick war der erneute Gewinn des türkischen Fußballpokals. Trabzonspor geriet zu dieser Zeit in große finanzielle Schwierigkeiten und sah die Lösung darin einige Stars zu verkaufen. Außerdem wollte man in der Mannschaft eine Revision schaffen. So wurden Spieler wie Kadir Özcan und Ali Kemal Denizci auf die Verkaufsliste gesetzt. Während Denizci an den damals großen Rivalen Fenerbahçe Istanbul verkauft wurde, ging Özcan zum Lokalrivalen Zonguldakspor. Tok verblieb währenddessen im Kader. Zudem verstärkte sich der Verein mit solchen Spielern wie Tuncay Soyak. Diese Revision zeigte Wirkung. So gewann sein Team zum Saisonende die türkische Meisterschaft und den Präsidenten-Pokal, eine frühere Version des späteren türkischen Supercups. Tok fand in dieser Saison zu alter Stärke zurück und steuerte zu diesem Erfolg fünf Tore in 22 Spielen bei. Für die nachfolgende Spielzeit wurde mit İskender Günen ein weiterer Außenstürmer verpflichtet. Tok verlor zum Teil auch verletzungsbedingt seinen Stammplatz an Günen und absolvierte über die gesamte Saison lediglich zwei Ligaspiele. Seine Mannschaft verteidigte die türkische Meisterschaft.
Im Sommer 1960 verließ Tok Trabzonspor und wechselte zum Zweitligisten Giresunspor. Für diesen Verein spielte er lediglich eine Spielzeit und ging anschließend zum Istanbuler Amateurklub Kartalspor. Nachdem er ein Jahr für diesen Klub gespielt hatte, betreute er in der Spielzeit 1983/84 den Verein als Spielertrainer. Anschließend beendete er seine Spielerkarriere.

### Nationalmannschaft
Während seiner Zeit bei Trabzonspor wurde Tok in den Kader der Türkische U-21-Nationalmannschaft berufen und gab am 18. März 1975 gegen die Rumänische U-21-Nationalmannschaft sein U-21-Länderspieldebüt. Im gleichen Jahr spielte er vier weitere Male für die U-21-Auswahl seines Landes und erzielte dabei zwei Tore.
1975 rückte er auch in den Fokus des Trainerstabs der türkischen A-Nationalmannschaft. So wurde er im Rahmen eines zum angesetzten 30. April 1975 EM-1976-Qualifikationsspiels gegen die Schweiz vom damaligen Nationaltrainer Coşkun Özarı das erste Mal in den Kader der türkischen Nationalmannschaft geholt. Bei dieser Partie saß Tok lediglich auf der Ersatzbank. Im gleichen Jahr erhielt er vier weitere Nominierungen für die A-Nationalmannschaft. Nachdem er bei den drei ersten Nominierungen wieder ohne Spieleinsatz geblieben war, gab er im EM-1976-Qualifikationsspiels gegen die Nationalmannschaft der UdSSR sein Länderspieldebüt. Bis zum Frühsommer 1977 befand sich Tok vier weitere Male im Aufgebot der Auswahl.
Sein letztes Länderspiel absolvierte er am 17. April 1977 gegen Österreich. Insgesamt spielte er vier Mal für die Türkische A-Nationalmannschaft.

## Trainerkarriere
Bereits in seiner letzten Saison als Spieler war er bei Kartalspor als Spielertrainer tätig. Nachdem er von 1991 bis 1993 Kartalspor als Co-Trainer betreut hatte, übernahm er für die Saison 1993/94 diesen Klub als Cheftrainer. Anschließend arbeitete er zweieinhalb Jahre bei Trabzonspor als Co-Trainer und assistierte seinem ehemaligen Mannschaftskapitän Şenol Güneş. Im Sommer 2000 übernahm er Darıca Gençlerbirliği und arbeitete hier zwei Monate lang.

## Erfolge
Mit Erzurumspor
- Meister der TFF 2. Lig und Aufstieg in die TFF 1. Lig: 1972/73

Mit Trabzonspor
- Meisterschaft der TFF 1. Lig und Aufstieg in die Süper Lig: 1973/74
- Türkischer Meister: 1975/76, 1976/77,  1978/79, 1979/80
- Türkischer Pokalsieger: 1977, 1978
- Präsidenten-Pokalspieler: 1976/76, 1976/77, 1978/79
- Premierminister-Pokalsieger: 1976, 1978